# Сабуров, Эдуард Николаевич
Эдуа́рд Никола́евич Сабу́ров (16 февраля 1939, Каменка, Мезенский район, Архангельская область, РСФСР, СССР — 7 сентября 2018, Архангельск, Россия) — российский учёный-теплофизик, профессор Северного (Арктического) федерального университета имени М. В. Ломоносова, доктор технических наук, профессор, Заслуженный деятель науки и техники РФ (1995).

## Биография
Родился 16 февраля 1939 года в посёлке Каменка Мезенского района Архангельской области.
Окончил Архангельский лесотехнический институт (после чего два года работал дежурным инженером на Соломбальской ТЭЦ Архэнерго) и аспирантуру Ленинградского политехнического института.
АЛТИ/АГТУ/САФУ (Архангельский лесотехнический институт, Архангельский государственный технический университет, Северный (Арктический) федеральный университет): ассистент, старший преподаватель, доцент, профессор. Заведующий кафедрой теплотехники. Проректор по научной работе.
Научные интересы — исследование теплофизических основ рабочих процессов циклонных устройств различного технологического назначения. Основатель научной школы «Северная школа теплотехники».
Скончался 7 сентября 2018 года в Архангельске.

## Награды и звания
- орден «За заслуги перед Отечеством» IV степени
- орден Почёта
- Заслуженный деятель науки и техники Российской Федерации
- медали

## Публикации
- Теплоотдача в поле центробежных сил [Текст] : конспект лекций. — Ленинград : ЛТА, 1979. — 48 с., 1 л. табл. : ил.; 20 см.
- Аэродинамика и конвективный теплообмен в циклонных нагревательных устройствах / Э. Н. Сабуров. — Л. : Изд-во ЛГУ, 1982. — 239 с. : ил.; 21 см.
- Циклонные нагревательные устройства с интенсифицированным конвективным теплообменом / Э. Н. Сабуров. — Архангельск : Сев.-Зап. кн. изд-во, 1995. — 343 с. : ил.; 21 см; ISBN 5-85560-321-0 (В пер.) : Б. ц.
- Теория и практика циклонных сепараторов, топок и печей / Э. Н. Сабуров, С. В. Карпов. — Архангельск : Изд-во Арханг. гос. техн. ун-та, 2000. — 564, [1] с. : ил.; 21 см; ISBN 5-261-00030-0
- Интенсификация конвективного теплообмена в промышленных нагревательных устройствах на основе циклонного принципа : диссертация … доктора технических наук : 05.14.04 / Сарат. политехн. ин-т. — Архангельск, 1990. — 423 с. : ил.
- Основы гидромеханики : учеб. пособие / Э. Н. Сабуров ; Федеральное агентство по образованию, Архангельский гос. технический ун-т. — Архангельск : Изд-во АГТУ, 2006. — 362 с. : ил., портр, табл.; 21 см; ISBN 5-261-00286-9 (В пер.)
- Циклонные устройства в деревообрабатывающем и целлюлозно-бумажном производстве / Э. Н. Сабуров, С. В. Карпов; Под ред. Э. Н. Сабурова. — М. : Экология, 1993. — 365,[1] с. : ил.; 21 см; ISBN 5-7120-0568-9 : Б. ц.
- Конвективный теплообмен в циклонных нагревательных устройствах [Текст] : монография / Э. Н. Сабуров ; М-во образования и науки Российской Федерации, Северный (Арктический) федеральный ун-т. — Архангельск : Северный (Арктический) федеральный ун-т, 2011-. — 21 см.
- Конвективный теплообмен в циклонных секционных нагревательных устройствах / Э. Н. Сабуров, С. И. Осташев; Федер. агентство по образованию, Арханг. гос. техн. ун-т. — Архангельск : Изд-во АГТУ, 2005. — 190, [1] с. : ил., табл.; 21 см; ISBN 5-261-00191-9 (в пер.)
- Аэродинамика циклонных секционных нагревательных устройств : [монография] / Сабуров Э. Н., Осташев С. И. ; Федер. агентство по образованию, Арханг. гос. техн. ун-т. — Архангельск : Изд-во АГТУ, 2005 (Архангельск : Типография АГТУ). — 288 с. : ил., табл.; 21 cм.; ISBN 5-261-00226-5 (В пер.)